# كرويسيل سور بريانس
كرويسيل سور بريانس (بالفرنسية: La Croisille-sur-Briance)‏ هي بلدية في مقاطعة فيين العليا في منطقة أقطانية الجديدة غرب فرنسا.